# Agraryzm
Agraryzm – doktryna społeczna i ruch społeczny uznająca rolę rolnictwa w gospodarce jako opartego na samodzielnych gospodarstwach rolnych. Dąży do zwiększenia działań przyczyniających się do rozwoju kulturowego i gospodarczego wsi.
Agraryzm to koncepcja próbująca stworzyć ustrój balansujący między wolnym rynkiem, a protekcjonizmem. Początki myśli agraryzmu związane są z francuskimi fizjokratami, którzy to byli przekonani o wyższości rolnictwa, jego pierwszorzędnej roli nad innymi ówczesnymi gałęziami gospodarki jak przemysł, handel, czy rzemiosło.

## Historia
Niektórzy źródeł idei agrarystycznych doszukują się już w starożytnej Grecji. Uznanie rolników za filar zdecentralizowanej demokracji można odnaleźć w pismach Thomasa Jeffersona, a w XX wieku także u dystrybucjonistów, takich jak Gilbert Keith Chesterton czy Hilaire Belloc.
Właściwa doktryna agrarystyczna powstała w 2. połowie XIX wieku w Niemczech, a jako ruch społeczny, polityczny i gospodarczy rozwinął się on w pierwszej połowie XX wieku. Twórcą terminu „agraryzm” jest niemiecki socjolog i ekonomista Albert Schäffle. Najsilniejszy rozkwit myśli agraryzmu przypada na lata 1893–1930 (wielki kryzys lat trzydziestych). Początkowo był to ruch wielkich właścicieli ziemskich poszkodowanych przez napływ tańszych produktów rolnictwa amerykańskiego. Ich interesy reprezentował założony w 1893 roku Związek Rolników (Bund der Landwirte). Uznaje się, że niemiecki agraryzm był antydemokratyczny i przyczynił się do wzrostu antysemityzmu oraz opozycji wobec Republiki Weimarskiej. Dopiero z czasem w krajach Europy Środkowo-Wschodniej agraryzm stał się ruchem chłopskim, reprezentującym przede wszystkim interesy właścicieli mniejszych gospodarstw. Agraryzm kształtował się w Europie w opozycji do rozwijających się nurtów autorytarnych, proponując swoistą trzecią drogę między liberalizmem a socjalizmem. W okresie, kiedy Europa ogarnięta była ideologiami gloryfikującymi dyktaturę, nienawiść i przemoc, agraryzm, pozornie „zaczadzony” irracjonalną nostalgią, okazywał się ostoją myśli na wskroś demokratycznej, w swojej warstwie politycznej bliskiej liberalizmowi, jednak w sferze gospodarczej proponującej rozwiązania idące na przekór dominacji nieskrępowanego wolnego rynku. Stanowił konkretną alternatywę dla nieskrępowanego kapitalizmu oraz komunizmu.
Agraryzm nie był jednolitą doktryną, choć większość jego odmian łączą wspólne wątki: 
- szacunek do ziemi i tych, którzy ją uprawiają oraz wynikająca z tego konieczność ochrony prywatnej własności ziemi. Większość ruchów agrarystycznych popierała różne formy spółdzielczości, ale sprzeciwiała się idei kolektywizacji rolnictwa,
- wspieranie demokracji jako ustroju naturalnego dla uprawiających ziemię, opozycja wobec wszelkiego rodzaju dyktatury oraz sprzeciw nadmiernemu indywidualizmowi w światopoglądzie liberalnym,
- niechęć wobec centralizacji i silnego państwa, co przejawiało się w dążeniu do jak największego upodmiotowienia lokalnych wspólnot. Jednakże w polskim agraryzmie dominował nurt, który oddawał w ręce państwa (częściowe) planowanie gospodarki i postulował nacjonalizację części przemysłu.

W Stanach Zjednoczonych zbliżony ruch nosi miano ruralizmu. Partie agrarystyczne działają w wielu państwach. 
W Polsce twórcą agraryzmu politycznego był ksiądz Stanisław Stojałowski, a do podobnych idei odwołuje się Polskie Stronnictwo Ludowe, natomiast wcześniej idee agraryzmu szerzyły, m.in. Samoobrona RP, Związek Młodzieży Wiejskiej RP „Wici”, Stronnictwo Ludowe „Roch”, Zjednoczenie Lewicy Chłopskiej Samopomoc, Niezależna Partia Chłopska. Ten polski agraryzm Tadeusz Chrobak nazwał ludowcowym. 
Agraryzm dowartościowuje niewielkie, indywidualne gospodarstwa rolne, przeciwstawiając się przemysłowemu modelowi rolnictwa i wskazując na zalety małych gospodarstw oraz ich rolę w systemie żywnościowym. Wg idei agraryzmu rolnictwo stanowi ważny dział gospodarki narodowej, pełniący funkcje zarówno ekonomiczne, jak i społeczne oraz ekologiczne. Dużą rolę przypisuje spółdzielczości i samorządowi, widząc w nich rozwiązanie problemów, takich jak wzrastający wzrost kosztów produkcji (nawozów, pasz itd.) oraz niskie ceny skupu, narzucane przez pośredników. Ruch agrarystyczny zakłada uspołecznienie dużej części przemysłu i istotną rolę samorządu.